# Ruées vers l'or dans la péninsule de Coromandel
Pour les articles homonymes, voir Coromandel.
Les ruées vers l'or dans la péninsule de Coromandel , autour des villes voisines de Thames et de Waihi en Nouvelle-Zélande ont connu un relatif succès au XIXe siècle. Quelques traces d'or avaient été décelées en 1842, d'autres près de Coromandel en 1852; et d'autres plus importantes en août 1867 près de la ville de Thames. Il en résulta une grande spéculation sur les terrains et de nombreux mineurs partirent pour le Queensland. Le déclin de la production d'or dura jusqu'en 1890.
La reprise fut amorcée avec la découverte de la mine de Waihi en 1878, qui ne fut sérieusement exploitée qu'en 1887. Les Anglais, ayant débloqué des capitaux, y installèrent une usine de traitement au cyanure près de la  rivière Molyneaux , un cours d’eau  de la région d’Otago. La production d'or, en Nouvelle-Zélande dépassait le demi-million d'onces en 1902. La Golden Cross Mine qui avait fermé en 1920 fut rouverte de 1991 à 1998. La mine Martha  fermée en 1952  fut rouverte en 1987 et elle est toujours en activité.

## Récompense pour l'or
Un groupe d'hommes d'affaires d'Auckland a offert une récompense de 100 £, portée à 500 £ pour la recherche d'or dans la région d' Auckland. Le Conseil provincial d'Auckland a ensuite offert 2 000 £ pour la découverte d'un gisement aurifère dans le district de Hauraki, au sud d'Auckland, bien que l'Otago Daily Times  considérait les gisements aurifères potentiels de Coromandel pour être  un « canular complet »,.

## Première ruée vers l'or
En octobre 1852, Charles Ring, qui avait exploité sur les champs aurifères de Californie, avec son frère Frederick trouvèrent des paillettes d'or sur les rives de Driving Creek. Le gouvernement a loué des terres aux Maoris locaux, mais l'or alluvial accessible s'est épuisé sur un mois de temps. Le champ a été rouvert en 1862.

## Les champs aurifères de Thames
Le prospecteur Albert Hunt a découvert le filon de quartz-carbonates mésothermes aurifères à Thames en 1867.  Il avait déjà découvert le riche site de Greenstone près de Hokitika en 1864.,. Le site de Thames plus rentable a été fouillé  le 30 juillet 1867, près de Grahamstown et à Shortland dans la partie sud de du site de Thames. Le champ a rapporté 18 000 £ en 1867 et 150 000 £ en 1868 pour l'extraction des mines souterraines. De 1867 à 1924, la valeur totale était de 7 178 000 £, donnant un coup de pouce au nord de l'île du Nord. À son apogée, Thames avait une population de 15 000 habitants (rivalisant avec Auckland).

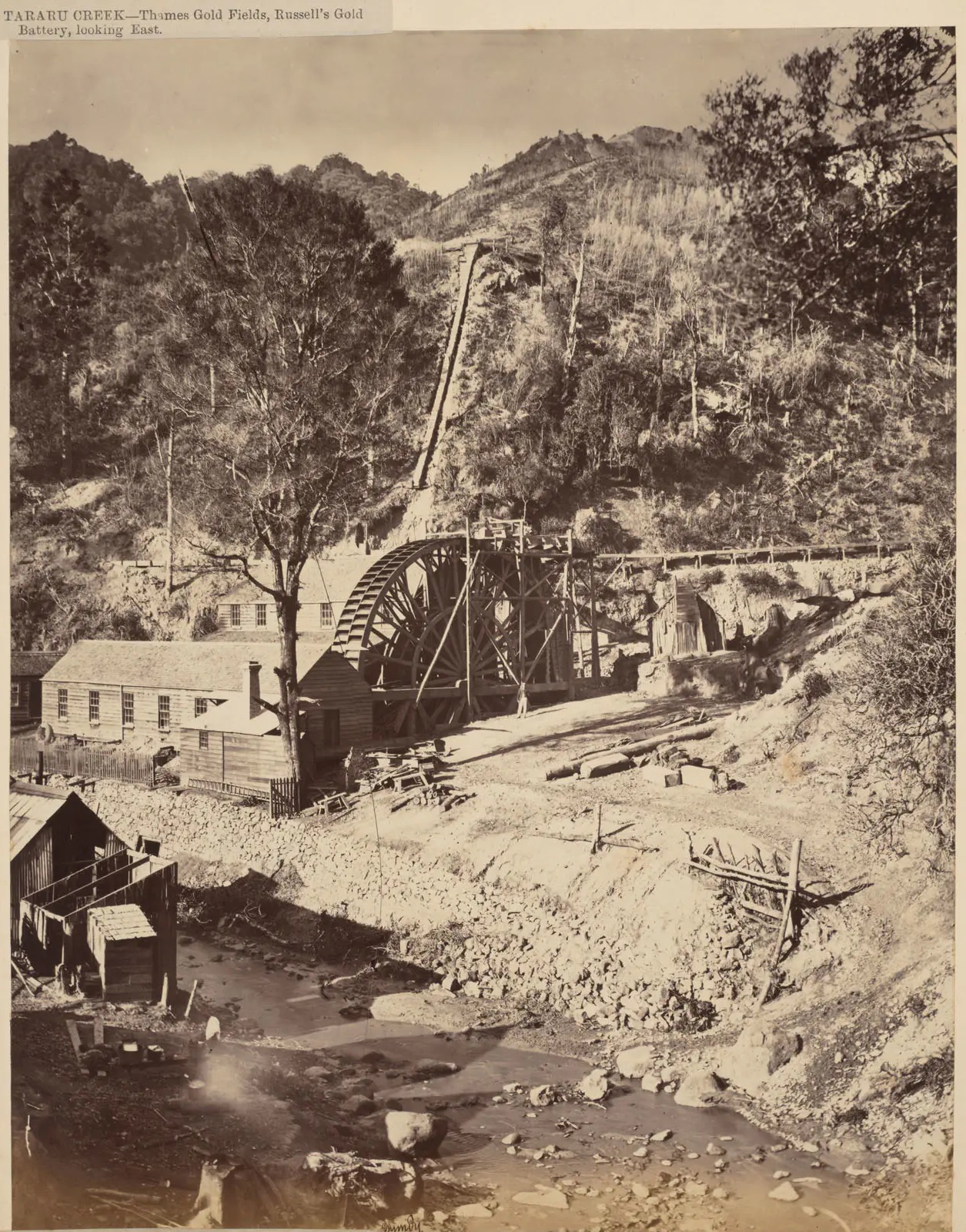
Tararu Creek, la batterie d'extraction d'or Russell (1868)

Un recensement comptait environ 2 000 sites d'extraction recrutant 41 268 hommes, les emboutisseurs emploient 185 hommes, en moyenne cinq pour un moulin, et une dizaine de vapeurs sillonnent entre Shortland et Auckland à cinquante Modèle:Mille terrestre internationals de distance, et un quai 
fut érigé. Les cinq principales compagnies dans les années 1870 étaient la Caledonian, Moanataiara, Alburnia, Kuranui (Revendication de Barry), Long Drive et Una Hill (Hape Creek). Les échecs se comptaient par dizaines.  Dans la plupart des mines de Thames et de Coromandel, les riches parcelles étaient parsemées de minerai à faible teneur. La Waiotahi Company était remarquable pour être gérée avec prudence par James Smith de 1873 à 1904, ne nécessitant donc pas de « reconstruction ». 
En 1889, la mine de la Couronne à Karangahake a été la première au monde à utiliser le procédé au cyanure McArthur-Forrest développé en Écosse, qui a augmenté la récupération des minerais à faible teneur et des résidus rejetés. Le gouvernement a acheté les droits de brevet au processus de cyanure en 1897 et a loué les droits à de petites entreprises; le prix d'achat a été récupéré en dix ans.

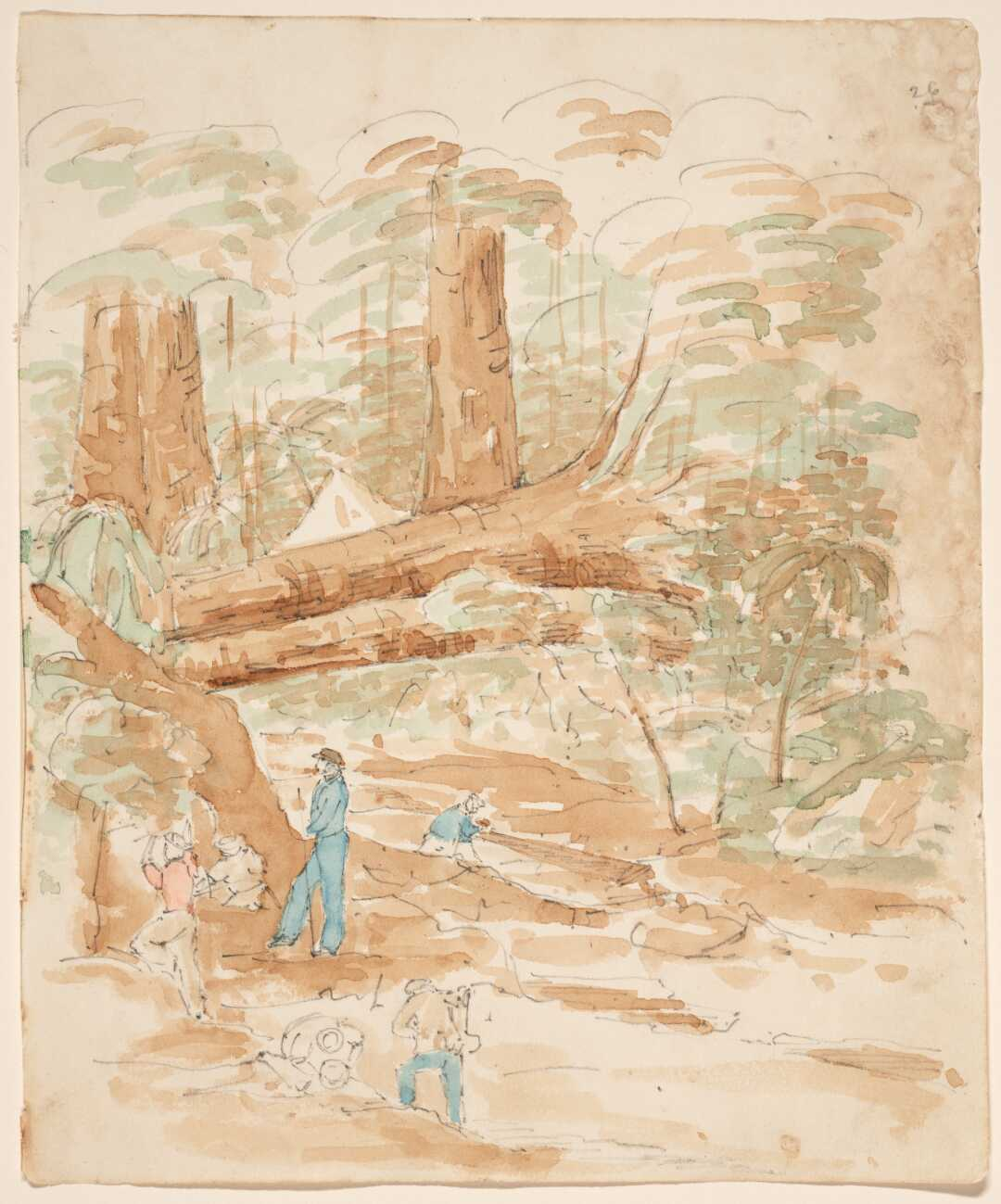
Extraction d'or, Driving Creek, Coromandel. (Charles Heaphy en 1852)

La production d'or a chuté pendant la Première Guerre mondiale et, en 1916, le ministre des Mines a fièrement annoncé que les chercheurs d'or menaient l'appel aux armes. Après la guerre, la valeur annuelle de la production de Waihi était stable à 320 000 £ et certaines mines de Thames (par exemple la mine Sylvia) et de Coromandel ont rouvert. En 1926, une conférence a eu lieu à Dunedin pour revigorer l'industrie. En 1935, la production d'or a culminé pendant la dépression, avec les deux tiers par la Waihi Company, qui était la plus grande des quatre grandes sociétés. Cette année-là, pour des raisons fiscales, la Waihi Company fut scindée en trois, dont la Martha Company qui contrôlait la Martha Mine.

## La ville de Thames et le Coromandel aujourd'hui
Certaines reliques préservées sont relativement accessibles, comme la mine de la Couronne à Karangahake et la batterie de Golden Hills à Broken Hills. D'autres reliques peuvent présenter des dangers comme des puits de mine désaffectés cachés par des sous-bois et les visiteurs doivent rester sur les pistes balisées et respecter les panneaux d'avertissement.  La ville de Thames compte de nombreux bâtiments historiques, notamment le bâtiment de la batterie de la couronne d'or et les stations de pompage Thames-Hauraki et Saxon Shaft. L'ancienne Thames School of Mines (1886-1954) est maintenant un musée.

## Pour approfondir

### Guides de la région
Gavalas, Marios (2003) [2001]. Promenades de jour du Coromandel (2 éd.). Auckland : Livres Reed  (ISBN 0-7900-0939-0). 
Pouce, Randall (2007). Guide du visiteur de la péninsule de Coromandel . Auckland : Nouvelle Hollande  (ISBN 978-1-86966-164-9). 
- Phil Moore et Neville Ritchie (1996). Coromandel Gold: Un guide des champs aurifères historiques de la péninsule de Coromandel. Dunmore Press  (ISBN 0-86469-245-5).